# کشکوئیه (جیرفت)
کشکوئیه روستایی در دهستان ساردوئیه بخش ساردوئیه شهرستان جیرفت استان کرمان ایران است.

## جمعیت
بر پایه سرشماری عمومی نفوس و مسکن در سال ۱۳۹۵ جمعیت این مکان ۱۸۳ نفر (۵۶خانوار) بوده‌است.